# Asipulo
Asipulo é um município de  quinta classe de renda municipal (d) na província Ifugao, nas Filipinas. De acordo com o censo de 1 de maio  de  2020 possui uma população de 15 963 pessoas e 3 327 domicílios.